# Bugsiergesellschaft „Union“
Die Bugsiergesellschaft „Union“ war eine 1873 in Bremen gegründete Reederei mit weiteren Standorten in Nordenham und Geestemünde.

## Geschichte
Der Raddampfer Marschall Vorwärts war 1846 der erste Schlepper auf der Unterweser. 1853 wurde die Schleppschifffahrtsgesellschaft gegründet, die ab 1857 beim neugegründeten Norddeutschen Lloyd (NDL) angesiedelt wurde. Der Schlepper- und Leichterdienst auf der Unterweser nahm danach erheblich zu.
1873 gründeten Bremer Kaufleute die Bugsiergesellschaft „Union“ mit zunächst acht Schiffen. Ihren ersten Sitz hatte sie am Osterdeich in Bremen. Die „Union“ behauptete  sich in den 1870er- bis in die 1890er-Jahre hauptsächlich mit dem Schleppen von Segelschiffen in Konkurrenz zum NDL. Die Fähre Union konnte 660 Passagiere aufnehmen und pendelte seit 1885 zwischen Nordenham und Geestemünde (siehe auch Weserfähre Bremerhaven–Nordenham).
Die neue Schleppschifffahrtsgesellschaft Unterweser (SGUW) von 1890 und schlechtes Management bei der „Union“ führten dazu, dass ab 1892 Verluste aufliefen und bald danach nur noch der Fährverkehr bedient wurde. Zusätzlich erhielt die Union vom Großherzogtum Oldenburg die Konzession für den Fährbetrieb zwischen Kleinensiel und Dedesdorf, die von den Dampfbarkassen Ellwürden und ab 1903 von der Geeste bedient wurde. Nur 1892/93 bediente die Reederei den Wilhelmshavener Seebäderdienst. Preußen, vertreten durch die Provinz Hannover, genehmigte den kleinen Fährverkehr zwischen Geestemünde und dem Fischereihafen.
1911 ließ die oldenburgische Regierung wegen diverser Missstände den Vertrag auslaufen und die Union musste Konkurs anmelden; bis 1914 war die Liquidation abgeschlossen. Als Nachfolger der Union trat die 1890 gegründete Unterweser Reederei AG (URAG) auf.